# Le Gang des rebelles
Série
Son nom est Sacramento
(1971) Les Cinq Brigands de l'Ouest
(1972)
Pour plus de détails, voir Fiche technique et Distribution.
Le Gang des rebelles (Bada alla tua pelle, Spirito Santo!) est un western spaghetti italien sorti en 1972, réalisé par Roberto Mauri.
Il s'agit du second film de la trilogie de Spirito Santo réalisée par Mauri, dont les noms sont plus explicites en italien : après ...e lo chiamarono Spirito Santo (1971) et avant Spirito Santo e le cinque magnifiche canaglie (1972).

## Synopsis
Albert Donovan, lieutenant de l'armée américaine, dit Spirito Santo, découvre que les chargements d'or transportés par l'armée depuis Fort Phoenix sont régulièrement volés et remplacés par des faux lingots. Chargé de retrouver les responsables et de récupérer le butin, il fait connaissance de l'indienne Suomi, après avoir sauvé le père de la jeune femme, lui-même molesté par deux pistoleros parce qu'il avait épousé une indienne. Spirito Santo tombe amoureux de Suomi et se promet de revenir la voir.
Après quelques recherches, il découvre que la substitution de l'or par de faux lingots est effectuée à l'intérieur de Fort Phoenix, par le colonel responsable du transfert. Celui-ci est en réalité un criminel nommé John Mills, qui a éliminé le véritable colonel et organise les vols avec un complice déguisé en sergent. Se sachant découverts, les deux complices enferment Spirito Santo dans la prison du fort. Il parvient à s'enfuir en tuant le sergent qui cherchait à l'assassiner, et suit le faux colonel jusqu'à un repaire isolé. Après un échange de coups de feu, il tue le criminel et découvre dans le repaire tous les chargements d'or précédemment dérobés.
Au cours de son retour au fort, il croise la bande de Diego d'Asburgo, un bandit qui se présente comme héritier de l'empereur du Mexique, Maximilien De Habsbourg-Lorraine. Celui-ci est aussi à la recherche de l'or dérobé. Sa bande de hors-la-loi est composée d'un garibaldien contraint à fuir la Sicile après un conflit d'honneur, d'un irlandais nommé Caccola, d'un pasteur anglican qui a abandonné son ministère et de Morgan « le Pirate », qui se prétend descendant du corsaire Henry Morgan.
Suomi assiste à la capture de Donovan par la bande. Lors de l'interrogatoire, Spirito Santo donne une fausse piste, que les hors-la-loi suivent. En l'absence de Diego, le père de Suomi libère Spirito Santo, qui se précipite au fort pour organiser une embuscade contre les hors-la-loi. Diego seul parvient à s'enfuir et se cache chez Suomi, la prenant en otage avec sa mère. Après avoir rapporté l'or dérobé au fort, Spirito Santo rejoint l'habitation de Suomi, mais il est surpris par Diego, et sauvé à nouveau par le père de la jeune femme.

## Fiche technique
- Titre français : Le Gang des rebelles
- Titre original italien : Bada alla tua pelle, Spirito Santo!
- Genre : Western spaghetti
- Réalisation : Roberto Mauri
- Scénario : Roberto Mauri
- Production : CEPA Cinematografica
- Photographie : Giuseppe Pinori
- Montage : Giuliano Corso
- Effets spéciaux : Giuliano Possanza
- Musique : Carlo Savina
- Décors : Emilio Zago
- Costumes : Giuliana Serano
- Maquillage : Marisa Marconi
- Année de sortie : 1972
- Durée : 90 minutes
- Format d'image : 2.35:1
- Langue : italien
- Pays :  Italie
- Distribution en Italie : CEPA Cinematografica
- Sortie en France : inédit à Paris, sorti en province[1]

## Distribution
- Vassili Karis : Albert Donovan, dit "Spirito Santo"
- Remo Capitani (sous le pseudo de Ray O'Connor) : Diego d'Asburgo
- Craig Hill : John Mills, faux-colonel
- Maria Francesca Pomentale (sous le pseudo de Daria Norman) : Suomi
- José Torres : Jim, banquier
- Giovanni Cianfriglia (sous le pseudo de Ken Wood) : garibaldien
- Augusto Funari : Morgan le pirate
- Omero Capanna : le pasteur anglican
- Aldo Berti : "Caccola", l'irlandais
- Salvatore Billa : sergent William Barrett
- Lilian Tyrel : Margaret
- Gaddo Gelli : Thomas
- Fortunato Arena : père de Suomi
- Lina Franchi : mère de Suomi
- Tom Felleghy : colonel